# Carlos Zárate Serna
Carlos Zárate Serna (Tepito, Distrito Federal, México; 23 de mayo de 1951) es un exboxeador profesional mexicano. Fue campeón mundial de peso gallo del  Consejo Mundial de Boxeo (CMB) de 1976 a 1979. Junto a Rubén Olivares tienen la distinción de ser los únicos dos boxeadores profesionales en la historia en realizar dos rachas de 20 o más victorias seguidas por nocaut. 
Fue elegido "Peleador del Año" por la revista The Ring en 1977.  Y ocupó el puesto número 21 en la lista de The Ring de los 100 mejores noqueadores de todos los tiempos, además de ser votado como el peso gallo # 1 (junto con Rubén Olivares) del siglo XX por Associated Press en 1999.

## Carrera amateur
A la edad de 18 años contaba con un récord de 33 victorias, 30 de ellas por nocaut y 3 derrotas. Ganando los Guantes de Oro de 1969.

## Carrera profesional
En 1970, hizo su debut profesional con una victoria por nocaut en 2 asaltos sobre Luis Castañeda en Cuernavaca. Esto marcó el inicio de una racha de 23 victorias consecutivas por nocaut. Durante esta racha, solo dos oponentes lograron llegar al tercer asalto: Alfredo Torres y Antonio Castañeda, quienes aguantaron 5 y 9 asaltos, respectivamente, en peleas que tuvieron lugar en Tijuana. Víctor Ramírez se convirtió en el primer boxeador en llegar a terminar una pelea completa con Zárate cuando lo venció por puntos en enero de 1974 en la Ciudad de México, tras diez asaltos de pelea. Después de esta derrota, inició otra racha de más de 20 victorias por nocaut, aunque esta vez se extendería hasta los 28 rivales.

### Campeonato de peso gallo del CMB
Después de noquear al ex retador al título mundial, el colombiano Néstor "Baba" Jiménez, en dos rounds en Mexicali, el Consejo Mundial de Boxeo (CMB) designó a Zárate como su retador número uno en la división de peso gallo. Posteriormente, el 29 de marzo de 1976, en Monterrey, Zárate venció a César Déciga por nocaut en cuatro asaltos. Esto lo llevó a enfrentarse al campeón del CMB de peso gallo, el también mexicano Rodolfo Martínez, el 8 de mayo del mismo año en Los Ángeles, California. En esa pelea, se convirtió en campeón mundial de peso gallo al noquear a su compatriota en el octavo asalto.
Continuó con dos peleas más que ganó por nocaut en el segundo asalto y luego defendió su título contra Paul Ferreri, a quien derrotó por nocaut en 12 asaltos, nuevamente en Los Ángeles. Cerró el año 1976 con otra victoria por nocaut en cuatro asaltos sobre el japonés Waruinge Nakayama, en una defensa del título que se llevó a cabo en Culiacán, Sinaloa.

### La batalla de los "Z"
Después de comenzar 1977 con una victoria por nocaut en el tercer asalto sobre el filipino Fernando Cabanela Lumacab en la Ciudad de México, se comenzó a hablar sobre la posibilidad de una pelea de unificación entre Carlos Zárate y su compatriota Alfonso Zamora, quien era el campeón mundial de peso gallo de la AMB. A pesar de los obstáculos y problemas con el CMB y la AMB, que exigían grandes sumas de dinero para sancionar la pelea, finalmente se acordó que la pelea se llevaría a cabo como un combate de diez asaltos sin título en juego. A pesar de la falta de un título mundial en disputa, los fanáticos del boxeo llenaron el lugar de la pelea cuando se enfrentaron el 23 de abril de 1977 en el Forum de Inglewood, California, Los Ángeles.
En un momento, un hombre vestido con una camiseta sin mangas y pantalones de chándal subió al ring. La pelea fue detenida momentáneamente por el árbitro Richard Steele, y la policía entró al ring para sacar al intruso por la fuerza. Después de este incidente Zárate noqueó a Zamora en el cuarto asalto, ganando así el reconocimiento de la mayoría de los fanáticos del boxeo como el campeón mundial indiscutible de peso gallo. Luego, retuvo el título del CMB con un nocaut en el sexto asalto sobre el brasileño Danilo Batista. Para cerrar el año 1977, viajó a España, donde defendió exitosamente su cinturón contra el retador Juan Francisco Rodríguez, a quien venció por nocaut en el quinto asalto. En 1978, comenzó derrotando al futuro campeón mundial Alberto Dávila, a quien noqueó en el octavo asalto en Los Ángeles para retener su título. Luego, en abril de ese año, hizo su primer viaje a Puerto Rico para enfrentar al retador Andrés Hernández, quien resistió hasta ser noqueado en el decimotercer asalto en el Coliseo Roberto Clemente en San Juan.

### Zárate vs Gómez
Después de retener el título ante Emilio Hernández con un nocaut en el cuarto asalto y ganar una pelea sin título, anunció que subiría de peso y desafiaría al campeón de peso supergallo del CMB, Wilfredo Gómez, conocido como "el niño de las monjas". Según muchos expertos y el libro de la revista Ring The Ring: Boxing In The 20th Century, la pelea entre Gómez y Zárate es recordada por tener el porcentaje de victorias por nocaut más alto de dos boxeadores emparejados en la historia del boxeo. Cuando se enfrentaron el 28 de octubre en el Coliseo Roberto Clemente en San Juan, Puerto Rico, Zárate, el retador y aún campeón mundial de peso gallo, tenía un récord de 52-0 con 51 nocauts, mientras que el campeón defensor mundial de peso súper gallo, Gómez, tenía un récord de 21-0-1 con 21 nocauts.
En esa pelea, cayó al suelo cuatro veces y sufrió la derrota por nocaut en el quinto asalto, siendo esta su primera derrota en su carrera. Zárate ha declarado que peleó a pesar de estar enfermo con una fuerte gripe, presionado por su mánager Arturo Hernández "El Cuyo" y los promotores de la pelea, quienes no deseaban cancelar el evento.

### Regreso a peso gallo
En 1979, logró su última defensa exitosa al vencer por nocaut en el tercer asalto a Mensah Kpalongo, originario de Togo, en Los Ángeles, California. Luego de ganar una pelea sin título contra Celso Cháirez por nocaut en cinco asaltos en Houston, Texas, se enfrentó a su compañero de gimnasio, Guadalupe "Lupe" Pintor, en Las Vegas, Nevada. En este combate, perdió en una decisión dividida a pesar de haber derribado a Pintor en el cuarto round. Esta derrota enfureció a Zárate, quien anunció su retiro del boxeo y juró no volver a pelear como profesional.

### Retiro de cinco años
Permaneció retirado durante cinco años. Sin embargo, en su pelea de regreso en 1986 contra Adam García, ganó por decisión en cuatro asaltos. Continuó con una racha de 11 victorias consecutivas, todas por nocaut, lo que incluyó una victoria sobre el entonces número uno del mundo en la división de peso súper gallo, Richard Savage, al que Zárate noqueó en cinco asaltos en la Ciudad de México. Estas victorias lo colocaron nuevamente como el retador número uno del CMB en la división de peso súper gallo.

#### Zárate vs Jeff Fenech
En octubre de 1987, viajó a Australia para enfrentarse a Jeff Fenech en una pelea por el título mundial de peso súper gallo de Fenech. Zárate perdió por decisión técnica en cuatro asaltos.

#### Zárate vs Daniel Zaragoza
Después de que Fenech dejara vacante el título poco después para perseguir la corona mundial de peso pluma, Zárate y su compatriota Daniel Zaragoza se enfrentaron por el cinturón vacante del campeonato mundial. Sin embargo, Zárate volvió a sufrir una derrota al ser noqueado en el décimo asalto, lo que finalmente lo llevó a anunciar su retiro definitivo.

## Actividades posteriores

### Salón de la Fama del Boxeo Internacional
Durante la década de 1990 también se convirtió en miembro del Salón de la Fama del Boxeo Internacional y en 2003, él y Wilfredo Gómez se conocieron en una cartelera de boxeo en Puerto Rico para conmemorar el 25 aniversario de su pelea de boxeo. Tenía un récord de 66 victorias y 4 derrotas como boxeador profesional, con 63 victorias por nocaut. Carlos Zárate fue votado como el mejor peso gallo de la historia en 2014 por el Salón de la Fama del Boxeo de Houston. El HBHOF es un organismo de votación compuesto en su totalidad por combatientes actuales y anteriores.

#### Libro
Después de someterse a una cirugía de corazón abierto de emergencia, decidió escribir su autobiografía titulada "Éxito y Nocaut". En este libro, relata su juventud, su salida de Tepito para trasladarse a Puebla y luego regresar a la Ciudad de México. El libro también aborda su ascenso en el mundo del boxeo, sus experiencias con las adicciones a las drogas y el alcohol, así como su proceso de recuperación. En la actualidad, realiza conferencias en contra de las adicciones en universidades, además de ayudar a boxeadores que pasaron por la misma situación.

#### Continuación familiar en el boxeo
Su hijo, Carlos Zárate Jr., siguió sus pasos en el pugilismo, compitiendo en la división de peso superligero y manteniendo viva la tradición familiar en el deporte. Además, su sobrino, Joel Luna Zárate, se convirtió en campeón latino de peso supermosca de la Asociación Mundial de Boxeo (AMB). 

## Títulos mundiales
- Campeonato mundial de peso gallo del Consejo Mundial de Boxeo (CMB).

### Títulos internacionales
- Campeonato de la Comisión Atlética del Estado de California California de peso gallo.

### Títulos nacionales
- Guantes de Oro edición 1969.

## Récord Profesional
| 66 Victorias (63 knockouts, 3 decisiones), 4 Derrotas, 0 Empates |        |                           |             |         |            |                                                              |                                                               |
| Res.                                                             | Record | Oponente                  | Terminación | Round   | Fecha      | Lugar                                                        | Notas                                                         |
| Derrota                                                          | 66-4   | Daniel Zaragoza           | TKO         | 10 (12) | 1988-02-29 | Great Western Forum, Inglewood, California, Estados Unidos   | Por el campeonato mundial vacante de peso supergallo del CMB  |
| Derrota                                                          | 66-3   | Jeff Fenech               | TD          | 4 (12)  | 1987-10-16 | Hordern Pavilion, Sídney, New South Wales, Australia         | Por el campeonato mundial de peso supergallo del CMB          |
| Victoria                                                         | 66-2   | Richard Savage            | TKO         | 5 (10)  | 1987-08-15 | México, D.F., México                                         |                                                               |
| Victoria                                                         | 65-2   | Tony Montoya              | TKO         | 3 (10)  | 1987-06-19 | Civic Auditorium, San Jose, California, Estados Unidos       |                                                               |
| Victoria                                                         | 64-2   | John Boyd                 | TKO         | 5 (10)  | 1987-05-05 | Sports Arena, Los Ángeles, California, Estados Unidos        |                                                               |
| Victoria                                                         | 63-2   | Francis Childs            | KO          | 4 (10)  | 1987-02-20 | Civic Auditorium, San Jose, California, Estados Unidos       |                                                               |
| Victoria                                                         | 62-2   | Alex Galvan               | TKO         | 7 (10)  | 1986-12-13 | Convention Center, Fresno, California, Estados Unidos        |                                                               |
| Victoria                                                         | 61-2   | Edward Rodriquez          | TKO         | 3 (10)  | 1986-11-21 | Civic Auditorium, San Jose, California, Estados Unidos       |                                                               |
| Victoria                                                         | 60-2   | Gerardo Esparza           | KO          | 5 (8)   | 1986-09-13 | Guadalajara, Jalisco, México                                 |                                                               |
| Victoria                                                         | 59-2   | Alejandro García          | KO          | 2 (10)  | 1986-07-19 | Ciudad Juárez, Chihuahua, México                             |                                                               |
| Victoria                                                         | 58-2   | Jesús Muñíz               | UD          | 10      | 1986-05-23 | Chicago, Illinois, Estados Unidos                            |                                                               |
| Victoria                                                         | 57-2   | Héctor Nápoles            | KO          | 2 (8)   | 1986-05-05 | México, D.F., México                                         |                                                               |
| Victoria                                                         | 56-2   | Jose De La Dora           | KO          | 3 (6)   | 1986-04-12 | Zacapu, Michoacán, México                                    |                                                               |
| Victoria                                                         | 55-2   | Adam Garcia               | MD          | 4       | 1986-02-25 | Forum, Inglewood, California, Estados Unidos                 |                                                               |
| Derrota                                                          | 54-2   | Lupe Pintor               | SD          | 15      | 1979-06-03 | Caesars Palace, Las Vegas, Nevada, Estados Unidos            | Por el campeonato mundial de peso gallo del CMB               |
| Victoria                                                         | 54-1   | Celso Chairez             | TKO         | 5 (10)  | 1979-05-01 | Sam Houston Coliseum, Houston, Texas, Estados Unidos         |                                                               |
| Victoria                                                         | 53-1   | John Mensah Kpalongo      | KO          | 3 (15)  | 1979-03-10 | Forum, Inglewood, California, Estados Unidos                 | Retuvo el campeonato mundial de peso gallo del CMB            |
| Derrota                                                          | 52-1   | Wilfredo Gómez            | TKO         | 5 (15)  | 1978-10-28 | Roberto Clemente Coliseum, Hato Rey, Puerto Rico             | Por el campeonato mundial de peso supergallo del CMB          |
| Victoria                                                         | 52-0   | Rudy Gonzalez             | TKO         | 4 (10)  | 1978-09-30 | Matamoros, Tamaulipas, México                                |                                                               |
| Victoria                                                         | 51-0   | Emilio Hernández          | KO          | 4 (15)  | 1978-06-09 | Caesars Palace, Las Vegas, Nevada, Estados Unidos            | Retuvo el campeonato mundial de peso gallo del CMB            |
| Victoria                                                         | 50-0   | Andrés Hernández          | TKO         | 13 (15) | 1978-04-22 | Coliseo Roberto Clemente, San Juan, Puerto Rico              | Retuvo el campeonato mundial de peso gallo del CMB            |
| Victoria                                                         | 49-0   | Alberto Dávila            | TKO         | 8 (15)  | 1978-02-25 | Forum, Inglewood, California, Estados Unidos                 | Retuvo el campeonato mundial de peso gallo del CMB            |
| Victoria                                                         | 48-0   | Juan Francisco Rodríguez  | TKO         | 5 (15)  | 1977-12-02 | Palacio de los Deportes, Madrid, Comunidad de Madrid, España | Retuvo el campeonato mundial de peso gallo del CMB            |
| Victoria                                                         | 47-0   | Danilo Batista            | KO          | 6 (15)  | 1977-10-29 | Forum, Inglewood, California, Estados Unidos                 | Retuvo el campeonato mundial de peso gallo del CMB            |
| Victoria                                                         | 46-0   | Alfonso Zamora            | TKO         | 4 (15)  | 1977-04-23 | Forum, Inglewood, California, Estados Unidos                 |                                                               |
| Victoria                                                         | 45-0   | Fernando Cabanela Lumacab | TKO         | 3 (15)  | 1977-02-05 | Toreo de Cuatro Caminos, México, D.F., México                | Retuvo el campeonato mundial de peso gallo del CMB            |
| Victoria                                                         | 44-0   | Waruinge Nakayama         | KO          | 4 (15)  | 1976-11-13 | Estadio General Angel Flores, Culiacán, Sinaloa, México      | Retuvo el campeonato mundial de peso gallo del CMB            |
| Victoria                                                         | 43-0   | Paul Ferreri              | TKO         | 12 (15) | 1976-08-28 | Forum, Inglewood, California, Estados Unidos                 | Retuvo el campeonato mundial de peso gallo del CMB            |
| Victoria                                                         | 42-0   | Antonio Paredes           | TKO         | 2 (10)  | 1976-08-02 | Chihuahua, Chihuahua, México                                 |                                                               |
| Victoria                                                         | 41-0   | Félix Llanos              | KO          | 2 (10)  | 1976-06-26 | Mexicali, Baja California, México                            |                                                               |
| Victoria                                                         | 40-0   | Rodolfo Martínez          | KO          | 9 (15)  | 1976-05-08 | Forum, Inglewood, California, Estados Unidos                 | Ganó el Campeonato Mundial de peso gallo del CMB              |
| Victoria                                                         | 39-0   | Cesar Deciga              | TKO         | 4 (10)  | 1976-03-27 | Monterrey, Nuevo León, México                                |                                                               |
| Victoria                                                         | 38-0   | Néstor Jiménez            | KO          | 2 (10)  | 1975-12-07 | Mexicali, Baja California, México                            |                                                               |
| Victoria                                                         | 37-0   | Jorge Torres              | TKO         | 8 (10)  | 1975-10-11 | Auditorio Benito Juárez, Guadalajara, Jalisco, México        |                                                               |
| Victoria                                                         | 36-0   | Benicio Segundo Sosa      | TKO         | 4 (10)  | 1975-09-20 | Forum, Inglewood, California, Estados Unidos                 |                                                               |
| Victoria                                                         | 35-0   | José Sánchez              | TKO         | 3 (8)   | 1975-08-16 | México, D.F., México                                         |                                                               |
| Victoria                                                         | 34-0   | Orlando Amores            | KO          | 3 (10)  | 1975-06-20 | Forum, Inglewood, California, Estados Unidos                 |                                                               |
| Victoria                                                         | 33-0   | Joe Guevara               | RTD         | 3 (12)  | 1975-03-14 | Forum, Inglewood, California, Estados Unidos                 | Ganó el campeonato de peso gallo de California Estados Unidos |
| Victoria                                                         | 32-0   | Alberto Cabanig           | TKO         | 4 (10)  | 1975-02-04 | Ciudad Victoria, Tamaulipas, México                          |                                                               |
| Victoria                                                         | 31-0   | James Martinez            | TKO         | 7 (10)  | 1974-11-23 | Forum, Inglewood, California, Estados Unidos                 |                                                               |
| Victoria                                                         | 30-0   | Francisco Cruz            | TKO         | 2 (10)  | 1974-10-27 | Mexicali, Baja California, México                            |                                                               |
| Victoria                                                         | 29-0   | Magallo Lozada            | TKO         | 5 (10)  | 1974-08-03 | Palacio de los Deportes, México, D.F., México                |                                                               |
| Victoria                                                         | 28-0   | Juan Ordóñez              | KO          | 3 (10)  | 1974-05-25 | Palacio de los Deportes, México, D.F., México                |                                                               |
| Victoria                                                         | 27-0   | Chamaco Limón             | KO          | 3 (10)  | 1974-05-03 | Monterrey, Nuevo León, México                                |                                                               |
| Victoria                                                         | 26-0   | Alfonso Ibarra            | KO          | 2 (10)  | 1974-04-09 | Tijuana, Baja California, México                             |                                                               |
| Victoria                                                         | 25-0   | Carlos Armenta            | KO          | 1 (10)  | 1974-02-22 | Matamoros, Tamaulipas, México                                |                                                               |
| Victoria                                                         | 24-0   | Víctor Ramírez            | UD          | 10      | 1974-01-30 | México, D.F., México                                         |                                                               |
| Victoria                                                         | 23-0   | Sixto Pérez               | KO          | 2 (8)   | 1973-12-11 | Tijuana, Baja California, México                             |                                                               |
| Victoria                                                         | 22-0   | Eduardo Miranda           | KO          | 5 (10)  | 1973-11-01 | Tijuana, Baja California, México                             |                                                               |
| Victoria                                                         | 21-0   | Antonio Castañeda         | TKO         | 9 (10)  | 1973-10-02 | Tijuana, Baja California, México                             |                                                               |
| Victoria                                                         | 20-0   | Alberto Torres            | TKO         | 5 (10)  | 1973-08-21 | Tijuana, Baja California, México                             |                                                               |
| Victoria                                                         | 19-0   | Francisco Pino            | KO          | 2 (10)  | 1973-07-12 | Cuernavaca, Morelos, México                                  |                                                               |
| Victoria                                                         | 18-0   | Juan Ramón Pérez          | KO          | 2 (10)  | 1973-06-02 | La Paz, Baja California Sur, México                          |                                                               |
| Victoria                                                         | 17-0   | Juan Ramón Pérez          | KO          | 2 (8)   | 1972-12-03 | La Paz, Baja California Sur, México                          |                                                               |
| Victoria                                                         | 16-0   | Armando Carrasco          | KO          | 2 (8)   | 1972-10-31 | Villahermosa, Tabasco, México                                |                                                               |
| Victoria                                                         | 15-0   | Arturo Patiño             | KO          | 2 (8)   | 1972-10-08 | Ciudad Madero, Tamaulipas, México                            |                                                               |
| Victoria                                                         | 14-0   | Jesús Escobedo            | KO          | 2 (8)   | 1972-08-19 | Monterrey, Nuevo León, México                                |                                                               |
| Victoria                                                         | 13-0   | José Luis Morales         | TKO         | 2 (8)   | 1972-03-19 | México, D.F., México                                         |                                                               |
| Victoria                                                         | 12-0   | José González             | KO          | 2 (8)   | 1972-02-07 | Tampico, Tamaulipas, México                                  |                                                               |
| Victoria                                                         | 11-0   | Emiliano Mayoral          | TKO         | 3 (8)   | 1972-01-28 | Acapulco, Guerrero, México                                   |                                                               |
| Victoria                                                         | 10-0   | Víctor Nava               | KO          | 3 (8)   | 1971-11-26 | Acapulco, Guerrero, México                                   |                                                               |
| Victoria                                                         | 9-0    | Julio Martínez            | KO          | 2 (8)   | 1971-08-07 | Morelia, Michoacán, México                                   |                                                               |
| Victoria                                                         | 8-0    | Ramón Pinedo              | KO          | 2 (6)   | 1971-05-05 | Cuernavaca, Morelos, México                                  |                                                               |
| Victoria                                                         | 7-0    | Fermín Ramos              | KO          | 2 (6)   | 1971-03-20 | Toluca, Estado de México, México                             |                                                               |
| Victoria                                                         | 6-0    | Antonio Lucas             | KO          | 3 (6)   | 1971-02-15 | Cuernavaca, Morelos, México                                  |                                                               |
| Victoria                                                         | 5-0    | Alfredo Pérez             | KO          | 2 (6)   | 1970-12-18 | Acapulco, Guerrero, México                                   |                                                               |
| Victoria                                                         | 4-0    | Nuno Temix                | TKO         | 3 (6)   | 1970-11-17 | Villahermosa, Tabasco, México                                |                                                               |
| Victoria                                                         | 3-0    | Costeñito Sotelo          | KO          | 2 (4)   | 1970-04-01 | Villahermosa, Tabasco, México                                |                                                               |
| Victoria                                                         | 2-0    | José Pavón                | KO          | 1 (4)   | 1970-03-02 | Cuernavaca, Morelos, México                                  |                                                               |
| Victoria                                                         | 1-0    | Luis Castañeda            | KO          | 3 (4)   | 1970-02-02 | Cuernavaca, Morelos, México                                  | debut profesional                                             |